# إبراهيم مدكور
إبراهيم بيومي مدكور (1902 - 1995م) عالم لغوي مصري، مختص بالفلسفة، وأستاذ جامعي، ومصلح اجتماعي وسياسي. رئيس مجمع اللغة العربية بالقاهرة من عام 1974م خلفًا لطه حسين إلى وفاته.

## حياته
ولد بأبي النمرس بمركز الجيزة، وعلى بضع كيلو مترات من القاهرة، وحفظ القرآن الكريم، وأتم مراحل المدرسة الأولية، ثم التحق بالأزهر، فمدرسة القضاء الشرعي، حيث اجتاز قسمها الأول، ثم بدار العلوم حيث حصل على دبلومها وتخرج سنة 1927م. اشترك في الحركة الوطنية إبان شبابه، واعتقل وسجن بين من سجنوا من شباب الطلبة في ثورة 1919.

## مسيرته
حصل على ليسانس الآداب من جامعة السوربون في فرنسا عام 1931م، وليسانس الحقوق من جامعة باريس عام 1933م ثم دكتوراه الدولة في الفلسفة عام 1934م. واشتغل بالتدريس سنةً في إحدى مدارس القاهرة الابتدائية، اختير بعدها لبعثة حكومية إلى إنجلترا، ولكن الخلافات السياسية والاضطهادات الحزبية وقفت في طريقه فسلبته حقه، ونقل إلى إدفو بدلاً من الذهاب إلى لندن.
في مارس سنة 1935، عاد إلى مصر وانضم إلى هيئة التدريس بكلية الآداب بجامعة القاهرة، وانتدب للتدريس في بعض الكليات الأزهرية، وتتلمذ على يديه عدد غير قليل ممن أضحوا أساتذة ورؤساء أقسام في المواد الفلسفية والاجتماعية بكليات الجامعات العربية المختلفة.
عاد إلى السياسة وهو في سن الخامسة والثلاثين، واختير عضوًا بمجلس الشيوخ المصري حيث قضى خمس عشرة سنة نقد فيها نظم الحكم، ونادى بإصلاح الأداة الحكومية، ودعا إلى تحديد الملكية الزراعية، واجتذبته دعوة الإصلاح والتجديد، لكن لم تصرفه عضوية مجلس الشيوخ عن البحث والدرس حتى بعد أن اضطر للاستقالة من الجامعة نزولاً على مبدأ عدم الجمع بين الوظيفة وعضوية البرلمان، وبقي يدرس ويحاضر ويكتب ويؤلف ما وسعه.
بعد ثورة 1952، ساهم في حمل رايتها والاضطلاع ببعض أعبائها في مجلس الإنتاج والخدمات سنين عدة.
اشترك في عدة مؤتمرات علمية وفلسفية في أوروبا وآسيا، وساهم مساهمة كبيرة في إحياء الذكرى الألفية لابن سينا في بغداد سنة 1951م، وطهران وباريس سنة 1954م، ولم يفته أن يساهم في مهرجان الغزالي بدمشق سنة 1962م، وابن خلدون بالقاهرة سنة 1962م. واشترك كذلك في إحياء ذكرى طه حسين بالقاهرة سنة 1979م، وحافظ وشوقي بالقاهرة سنة 1982م، وطه حسين بمدريد سنة 1983م، ولويس ماسينيون بالقاهرة سنة 1983م. ودعي إلى المحاضرة في معاهد مختلفة شرقًا وغربًا، من بينها السوربون، وأشرف على إخراج كتاب الشفاء لابن سينا، وعلى كتاب المغني للقاضي عبد الجبار، والفتوحات المكية لمحيي الدين بن عربي، والموسوعة العربية الميسرة التي أخرجتها الجامعة العربية بالتعاون مع مؤسسة فرانكلين، وتابع إخراج كتاب «الفتوحات المكية» لابن عربي. هذا بالإضافة إلى كتابه القيم «في الفلسفة الإسلامية: منهج وتطبيق».
منحته جامعة برنستون الدكتوراه الفخرية سنة 1964م تقديرًا لخدماته العلمية ونشاطه في التبادل الثقافي بين أبناء العروبة وأبناء الغرب. وكان له في مجلس الشيوخ نشاط ملحوظ: سأل واستجوب واقترح وناقش وتبنى استجواب «الأسلحة الفاسدة» [بحاجة لمصدر] الذي جاء إرهاصًا لثورة سنة 1952م، وكان يريد بالسياسة أن تقوم على مبادئ ثابتة وأصول واضحة تحارب الطغيان وتتنزه عن الأهواء، فأغضب الرأي، واضطر لأن يستقيل من حزب الوفد أكبر الأحزاب السياسية، وآثر الاستقلال على الحزبية، واشترك في عدة لجان، واضطلع خاصة بعبء لجنتي المالية والأوقاف والمعاهد الدينية. وكم أثار اعتراضه على بعض الاعتمادات والمشروعات من سخط وغضب. واتصل اتصالاً عمليًّا بالحياة الاقتصادية فأشرف على بعض المؤسسات المالية والصناعية وأفاد منها خبرات وتجارب واسعة.
اختير الدكتور مدكور لعضوية المجمع عام 1946م بين عشرة من أعضائه اكتمل بهم عدد أعضاء المجمع 40 عضوًا، وقد أطلق عليهم «العشرة الطيبة» واستقبلهم الدكتور أحمد أمين، وكان الدكتور مدكور هو المتحدث باسمهم فكانت كلمته الأولى في المجمع باسم اللغة المثالية، ومنذ ذلك التاريخ وهو يتابع نشاطه في المجمع من خلال الإيمان برسالته وأهدافه، فاشترك في عدد من لجان المجمع لعل أهمها لجنة الفلسفة والعلوم الاجتماعية، ولجنة المعجم الكبير التي اختصها بنصيب وافر من علمه ووقته. وعمل على دفع عجلة النشاط المجمعي، واختير عضوًا في مكتب المجمع، ثم كاتب سره في سنة 1959م، ثم أمينًا عامًّا له في سنة 1961م، ورئيسًا له في سنة 1974م خلفًا للدكتور طه حسين.
كان لنشاطه الإداري هذا أثر في النشاط العلمي للمجمع، فأخرج المعجم الوسيط في جميع طبعاته وآخرها الطبعة الثالثة، ومعجم ألفاظ القرآن الكريم، ومجموعات المصطلحات التي تعد ذخيرة كبيرة في سبيل تعريب التعليم الجامعي في شتى الميادين والفنون، وبمساهمته أصبح للمجمع نشاط كبير في مجال التبادل الثقافي بينه وبين مختلف الهيئات العلمية في العالم كله.
للدكتور مدكور بحوث متلاحقة في دورات المجمع المختلفة أخصها:
- نشأة المصطلحات الفلسفية في الإسلام.
- منطق أرسطو والنحو العربي.
- مدى حق العلماء في التصرف في اللغة.
- لغة العلم.

وله في كل عدد من أعداد المجلة بحث أو مقال منذ العدد الرابع والعشرين. كما استقبَل وأبَّن كثيرًا من الزملاء وقد ضمن ذلك كتابه «مع الخالدين» الذي صدر في مناسبة العيد الخمسيني للمجمع في بابي الاستقبال والتأبين. منذ أن اختير أمينًا عامًّا للمجمع وحتى اختياره رئيسًا له كان يلقي كلمة عن نشاط المجمع في افتتاح المؤتمر يبين فيها النشاط الذي أنجزه المجمع في خلال المدة ما بين المؤتمرين. وكانت توضع تحت العنوان نفسه «المجمع بين مؤتمرين» أو «المجمع في عام» وهي في دورات 26، 27، 28، 29، 30، 31، 32.
منذ اختياره رئيسًا للمجمع يفتتح المؤتمر السنوي بخطبة تشتمل، إلى جانب الترحيب بأعضاء المؤتمر ولاسيما القادمون منهم من البلاد العربية، على القضية الرئيسية في أعمال المؤتمر. وهو يشارك في استقبال الأعضاء الجدد، كما يشارك في تأبين الراحلين منهم إلى لقاء ربهم.
أخرج كتابين عن المجمع: أحدهما مجمع اللغة العربية في ثلاثين عامًا، ماضيه وحاضره. وهو كتاب يؤرخ للمجمع من الناحية العلمية والفنية، وكذلك من ناحية تطوره القانوني منذ نشأته حتى يوم صدور الكتاب. وثاني هذين الكتابين «مع الخالدين» وهو ينقسم قسمين: أولهما خاص بتاريخ نشأة المجمع. وما هو قبل صدور قانونه في سنة 1932م، ويتناول كذلك فصولاً عن المجامع اللغوية الأخرى، وفصلاً عن اتحاد المجامع العربية، الذي يتولى رياسته منذ إنشائه. الجزء الثاني من هذا الكتاب يعد تاريخًا لرحلة الدكتور مدكور مع الأعضاء، استقبالاً ووداعًا. وقد ضمنه الكلمات التي ألقاها في استقبال بعضهم، في فصل مستقل من هذا القسم، وفي فصل آخر منه وضع الكلمات التي ألقاها في وداع بعضهم.
شهد المجمع في عهده ازدهارًا في حركة مطبوعاته، وخاصة المعجمات، كما نشط اتصال المجمع بالحركة العلمية والثقافة الدولية والمحلية. وكذلك خرج عن صمته وانزوائه، وأصبحت الهيئات العلمية والإعلامية تسعى إليه باحثة عن إنتاجه. وبذلك اتخذ المجمع وضعه الطبيعي بين مراكز الإشعاع الثقافي والحضاري في مصر والعالم.

## وفاته
توفي إبراهيم مدكور يوم الثلاثاء 13 رجب 1416هـ الموافق 5 ديسمبر 1995م.

## مؤلفاته
مراجعة
- معجم العلوم الاجتماعية، صدر عن الهيئة المصرية العامة للكتاب سنة 1975.[1]